# Розенфельд, Борис Абрамович
Бори́с Абра́мович Розенфе́льд (30 августа 1917, Петроград — 5 апреля 2008, Стейт-Колледж, Пенсильвания) — советский математик, историк математики, педагог.

## Биография
Отец — инженер-экономист Абрам Самойлович Розенфельд (1892—1980), был специалистом в области лесной промышленности, автором книг «Пиломатериалы» (Сборник действующих стандартов Наркомлеса СССР, 1937), «Продукция лесозаготовок и шпалопиления» (Сборник действующих стандартов Наркомлеса СССР, 1937), «Указатель общесоюзных стандартов лесной промышленности» (1937), «Сборник стандартов по целлюлозной и бумажной промышленности на 1-е июля 1940 г.»  (1940), «Пороки древесины» (1950). Мать — Мария Семёновна (Муся Симоновна) Есельсон (1890—1969), челюстно-лицевой хирург. Племянник экономистов А. М. Гинзбурга и Я. С. Розенфельда, художника М. З. Шагала.
В 1921 году семья Розенфельдов поселилась на Арбате, в Кривоарбатском переулке (д. 9) и с 1924 по 1931 годы Борис Розенфельд учился в «7-й опытной школе имени проф. Коваленского»; в 1932—1935 годах — в 25-й школе Октябрьского района. После окончания средней школы поступил в Московский энергетический институт, а с сентября 1936 года, дополнительно, стал заниматься на 3-м курсе мехмата МГУ. В 1940 году окончил четыре с половиной курса Московского энергетического института. Ранее, в 1939 году, окончил экстерном мехмат МГУ и был принят в аспирантуру на кафедру дифференциальной геометрии. Там под руководством П. К. Рашевского изучал теорию групп Ли, многомерную дифференциальную геометрию и геометрию симметрических пространств. Третий год аспирантуры провел в Ташкенте и Ашхабаде, куда был эвакуирован МГУ.
В 1942 году защитил кандидатскую диссертацию «Геометрия многообразий сфер». В 1947 защитил докторскую диссертацию «Теория семейств подпространств». Развивал идеи Э. Картана, с которым встречался в Москве в 1945. В 1943—1955 преподавал на кафедре высшей математики МВТУ.
Работая в 1950—1955 годах профессором кафедры геометрии Азербайджанского университета в Баку, приступил к исследованиям по истории математики на средневековом Востоке. Перевел на русский язык с арабского и персидского языков трактаты ат-Туси, Омара Хайяма, ал-Каши, ал-Хорезми, ал-Фаргани, Сабита ибн Корры, Ибн ал-Хайсама, ал-Бируни, Улугбека.
В 1964—1990 годах работал старшим и ведущим научным сотрудником Института истории естествознания и техники АН СССР. Вместе с А. П. Юшкевичем написал разделы по истории математики в Средние века, эпоху Возрождения и по истории геометрии в выпущенной этим институтом под редакцией А. П. Юшкевича трехтомной «Истории математики с древнейших времен до начала XIX столетия» (1970—1972), а также по истории геометрии (с Б. Л. Лаптевым) — в книге «Математика XIX века. Геометрия. Теория аналитических функций» под редакцией А. Н. Колмогорова и А. П. Юшкевича (1981).
В 1990 году с женой переехал в США, где жили обе его дочери со своими семьями. В 1990—1995 годах работал профессором университета штата Пенсильвания, читая лекции по геометрии групп Ли и истории математики.
В общей сложности опубликовал 450 научных работ. Под его руководством защищены 82 кандидатские диссертации; восемь его учеников стали докторами наук и профессорами.

## Семья
- Дочь — математик Светлана Каток.
- Дядя (старший брат отца) — врач Исаак Самуилович Розенфельд (1879—1978), с 1905 по 1906 год был женат на художнице-авангардистке С. И. Дымшиц.
- Тетя (младшая сестра отца) — Белла Самойловна Розенфельд-Шагал, жена Марка Шагала.

## Сочинения
- Розенфельд Б. А. Неевклидовы геометрии. — М.: Государственное издательство технико-теоретической литературы, 1955. — 744 с. — 3000 экз. (в пер.)
- Юшкевич А. П. История математики в средние века / Отв. ред. Б. А. Розенфельд. — М.: Государственное издательство физико-математической литературы (Физматгиз), 1961. — 448 с. — 15 000 экз. (в пер.)
- Розенфельд Б. А., Юшкевич А. П. Омар Хайям. — М.: Наука, 1965. — 192 с.
- Розенфельд Б. А. Многомерные пространства. — М.: Наука. Главная редакция физико-математической литературы, 1966. — 648 с. — 8000 экз. (в пер.)
- Розенфельд Б. А. Неевклидовы пространства. — М.: Наука. Главная редакция физико-математической литературы, 1969. — 548 с. (в пер.)
- Кедров Б. М., Розенфельд Б. А. Абу Райхан Бируни. — М.: Наука. Главная редакция восточной литературы, 1973. — 56 с. — 2700 экз. (обл.)
- Розенфельд Б. А., Рожанская М. М., Соколовская З. К. Абу-р-Райхан ал-Бируни. — М.: Наука, 1973. — 272 с. (обл.)
  - Розенфельд Б. А., Рожанская М. М., Соколовская З. К. Абу-р-Райхан ал-Бируни: 973—1048. Великий учёный-энциклопедист: астрономия, математика, инструменты, география, философия. — Изд.2-е. — М.: УРСС, 2014. — 272 с. (обл.)
- Розенфельд Б. А. История неевклидовой геометрии: Развитие понятия о геометрическом пространстве. — М.: Наука, 1976. — 416 с. (в пер.)
- Булгаков П. Г., Розенфельд Б. А., Ахмедов А. А. Мухаммад ал-Хорезми, ок. 783 — ок. 850. — М.: Наука, 1983. — 240 с. — (Биографическая серия). — 3600 экз. (в пер.)
- Розенфельд Б. А., Юшкевич А. П. Теория параллельных линий на средневековом Востоке IX - XIV вв. — М.: Наука, 1983. — 128 с. (обл.)
- Розенфельд Б. А., Замаховский М. П. Геометрия групп Ли: Симметрические, параболические и периодические пространства. — М.: МЦНМО, 2003. — 560 с. — 1000 экз. — ISBN 5-94057-032-1.
- Розенфельд Б. А. Аполлоний Пергский. — М.: МЦНМО, 2004. — 176 с. — 2000 экз. — ISBN 5-94057-132-8, ISBN 978-5-94057-132-2. (обл.)
- Акивис М. А., Розенфельд Б. А. Эли Картан. — М.: МЦНМО, 2007. — 328 с. — 1000 экз. — ISBN 978-5-94057-208-4. (обл.)